# 岩手県立久慈高等学校
岩手県立久慈高等学校（いわてけんりつくじこうとうがっこう）は、岩手県久慈市にある県立の高等学校。通称久慈高（くじこう）。

## 概要
1943年（昭和18年）に開校し、全日制で普通科設置。1949年頃は総合高校だった。現在久慈市周辺にある高校のほとんどは久慈高校から分離したものである。青森県八戸市周辺からの進学も可能である。

## 沿革
（沿革節の主要な出典は公式サイト）
- 1920年（大正9年） - 九戸郡立九戸農林高等学校が開校。
- 1943年（昭和18年） - 岩手県立久慈高等女学校が開校。
- 1948年 - 岩手県立久慈高等女学校が岩手県立久慈高等学校に、九戸郡立九戸農林高等学校が県に移管し岩手県立久慈農業高等学校に改称。
- 1949年 - 岩手県立久慈農業高等学校と統合。普通科・農業科・林業科・水産科と定時制で構成。
- 1963年 - 岩手県立久慈農林水産高等学校が分離独立する。土木科を新設。
- 1965年 - 校舎を現在地に移転する。
- 1970年 - 種市分校が独立し岩手県立種市高等学校になる。
- 1973年 - 商業科を新設。
- 1974年 - 大野分校が独立し岩手県立大野高等学校になる。
- 1979年 - 野球部が第61回全国高等学校野球選手権大会に出場する。
- 1980年 - 土木・インテリア・建築の3学科が岩手県立久慈工業高等学校に、商業科が岩手県立久慈商業高等学校としてそれぞれ独立。
- 2008年（平成20年） - 岩手県立久慈高等学校山形校と統合。
- 2013年 - 創立70周年記念式典挙行。
- 2019年 - 新校舎落成。
- 2021年（令和３年） - グラウンド竣工。
- 2023年 - 創立80周年記念式典挙行。

## 部活動

### 運動部
- 陸上競技部
- バスケットボール部
- バレーボール部（女子）
- 卓球部（男子）
- ソフトテニス部
- サッカー部（男子）
- ハンドボール部（男子）
- バドミントン部（女子）
- 柔道部
- ソフトボール部（女子）
- 硬式野球部（男子）

### 文化部
- 科学部
- 茶道部
- 音楽部
- マンドリン部
- 吹奏楽部
- 美術部
- 演劇部

## 著名な出身者
- 中屋敷哲也 - 俳優・スーツアクター
- 北条佳奈 - グラビアアイドル
- 柏崎克彦 - 柔道家
- 遠藤譲一 - 久慈市長
- ゆげみわこ - 歌手